# Az Ezeregyéjszaka meséinek listája

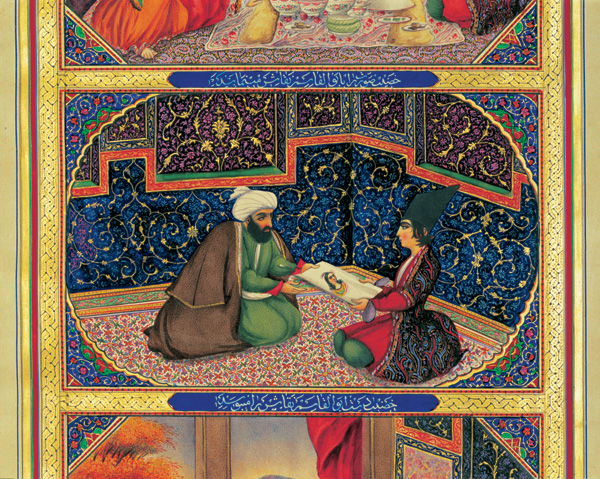
Sahriár király és Sahrazád

## A Prileszky Csilla fordításában szereplő mesék
| Éjszaka       | Történet címe                                                                                         | Befoglalt történet címe |
| ------------- | --- | --- |
| Kerettörténet | Sahriár király és Sahrazád                                                                            | - Sahriár király és fivére története - A bika és a szamár esete |
| 1-3.          | A kereskedő és a dzsinn története                                                                     | - Az első sejk története - A második sejk története - A harmadik sejk története |
| 3-9.          | A halász és a dzsinn története                                                                        | - Junán király vezírének története - Szindbád király története - Az álnok vezír története - Az elvarázsolt királyfi története |
| 9-19.         | A teherhordó és a három lány története                                                                | - Az első koldusbarát története - A második koldusbarát története - Az irigy és az irigyelt ember története - A harmadik koldusbarát története - A legidősebb lány története - A második lány története |
| 19-24.        | A feldarabolt lány története                                                                          | - Núr ed-Dín vezír és testvéröccse története |
| 24-34.        | A szabó, a púpos, a zsidó, az intéző és a keresztény története                                        | - A keresztény alkusz története - Az intéző története - A zsidó orvos története - A szabó története - A borbély története - A borbély első bátyjának, a bagdadi szabónak a története - A borbély második bátyjának története - A borbély harmadik bátyjának története - A borbély negyedik bátyjának története - A borbély ötödik bátyjának története - A borbély hatodik bátyjának története - A szabó történetének befejezése |
| 34-38.        | Núr ed-Dín Alí és Anísz al-Dzsalísz története                                                         | |
| 38-45.        | Ghánim ibn Ajjúbnak, a szerelem megszállott rabjának története                                        | - Az első eunuch, Bukhajt története - A második eunuch, Káfur története |
| 45-145.       | 'Umar ibn an-Nu'mán király és fiai, Sarkán és Dau al-Makán története                                  | - Tádzs el-Mulúk és Dunja hercegnő – a szerető és kedvese – története - 'Azíz és 'Azíza története - 'Umar ibn an-Nu'mán király és fiai történetének befejezése - A hasisevő története - A beduin története |
| 146-147.      | Az állatok és az ember története                                                                      | |
| 147-148.      | A remete és a galambok története                                                                      | |
| 148.          | A jámbor pásztor története                                                                            | |
| 148.          | A vízimadár és a teknősbéka története                                                                 | |
| 148-150.      | A farkas és a róka története                                                                          | |
| 150.          | Az egér és a menyét története                                                                         | |
| 150.          | A holló és a macska története                                                                         | |
| 150-152.      | A róka és a holló története                                                                           | - A bolha meg az egér története - A kerecsensólyom és a vadmadarak története - A veréb és a sas története |
| 152.          | A sündisznó és a vadgalambok története                                                                | - A kereskedő és a két himpellér története |
| 152.          | A tolvaj és a majma története                                                                         | - A balga takács története |
| 152.          | A páva és a veréb története                                                                           | |
| 153-169.      | 'Alí ibn Bakká és Samsz an-Nahár története                                                            | |
| 170-249.      | Qamar az-Zamán története                                                                              | - Ni'ma ibn ar-Rabí és rableánya, Nu'm története |
| 249-270.      | 'Alá ad-Dín Abú's-Samát története *                                                                   | |
| 270.          | 'Alá ad-Dín és a bűvös lámpa                                                                          | |
| 270.          | 'Alí Baba és a negyven rabló *                                                                        | |
| 270-271.      | Hátim at-Tái története                                                                                | |
| 272.          | Ma'n ibn Záida története                                                                              | |
| 272-273.      | Lebta város története                                                                                 | |
| 273.          | Hisám ibn 'Abd al-Malik és a beduin legény története                                                  | |
| 273-276.      | Ibráhím ibn al-Mahdi története                                                                        | |
| 276-279.      | 'Abd Allah ibn Abí Qilába története                                                                   | |
| 279-282.      | Iszháq al-Mauszilí története                                                                          | |
| 282-285.      | A szemetes és az előkelő dáma története                                                               | |
| 285-294.      | Hárún ar-Rasíd kalifa története                                                                       | |
| 294-296.      | A perzsa Alí története                                                                                | |
| 296-297.      | Hárún ar-Rasíd, a rablány és Abú Júszuf kádi története                                                | |
| 297-299.      | Khálid ibn 'Abd allah története                                                                       | |
| 299.          | A nemes lelkű Dzsa'far Barmakí története a babárussal                                                 | |
| 299-305.      | Abú Muhammad, a rest története                                                                        | |
| 305-306.      | A Barmakida Jahjá ibn Khálid nagylelkűsége Manszúrral szemben                                         | |
| 306-307.      | Jahjá és a levélhamisító története                                                                    | |
| 307-308.      | Al-Ma'mún kalifa és az idegen tudós története                                                         | |
| 308-327.      | Alí Sár és Zummurid története                                                                         | |
| 327-334.      | Dzsubajr ibn 'Umajr és Budúr úrnő története                                                           | |
| 334-338.      | A jemeni férfi és hat rablánya                                                                        | |
| 338-340.      | Hárún ar-Rasíd, a rablány és Abú Nuvász                                                               | |
| 340-341.      | A férfiú története, aki ellopta az aranytálat, melyből a kutya evett                                  | |
| 341-342.      | Az alexandriai vagány és a rendőrfőnök története                                                      | |
| 342-344.      | Al-Malik an-Nászir és a három rendőrfőnök története                                                   | - A kairói rendőrfőnök története - A búláqi rendőrfőnök története - Az ó-kairói rendőrfőnök története |
| 344-345.      | A pénzváltó és a rabló története                                                                      | |
| 345-346.      | Qúsz rendőrfőnökének és az útonállónak története                                                      | |
| 346-347.      | Ibráhím ibn al-Mahdí és a kereskedő története                                                         | |
| 347-348.      | A nő története, aki alamizsnát adott                                                                  | |
| 348-349.      | A jámbor izraelita története                                                                          | |
| 349-351.      | Abú Hasszán az-Zijádi és a khorászáni ember története                                                 | |
| 351.          | A szegény ember és a szűkölködő barátja története                                                     | |
| 351-352.      | Az elszegényedett férfi története, aki újra meggazdagodott                                            | |
| 352-353.      | Al-Mutavakkil kalifa és Mahbúba, a rablány története                                                  | |
| 353-355.      | Wardán, a mészáros története az asszonnyal és a medvével                                              | |
| 355-357.      | A királylány és a majom története                                                                     | |
| 357-371.      | Az ébenfa paripa története                                                                            | |
| 371-381.      | Unsz al-Wudzsúd és a vezír lánya, al-Ward Fí'l-Akmám története                                        | |
| 381-383.      | Abú Nuvász története a három fiúval meg a kalifával                                                   | |
| 383.          | 'Abd Allah ibn Ma'mar története a baszrai férfiúval és annak rablányával                              | |
| 383-384.      | Az 'Udzra törzs szerelmeseinak története                                                              | |
| 384.          | A jemeni vezír és testvéröccse története                                                              | |
| 384-385.      | Az iskolás szerelmespár története                                                                     | |
| 385.          | Al-Mutammalisz és felesége története                                                                  | |
| 385-386.      | Hárún ar-Rasíd és Zubejda úrnő fürdőbéli története                                                    | |
| 386.          | Hárún ar-Rasíd és a három költő története                                                             | |
| 386-387.      | Musz'ab ibn az-Zubajrnak és 'Áisának, Talha lányánal története                                        | |
| 387.          | Abú 'l-Aszvad és rableánya                                                                            | |
| 387.          | Hárún ar-Rasíd és a két rablány története                                                             | |
| 387.          | Hárún ar-Rasíd és a három rablány története                                                           | |
| 387-388.      | A molnár és a felesége története                                                                      | |
| 388.          | Az ügyefogyott és a vagány története                                                                  | |
| 388-389.      | A kádi története Hárún ar-Rasíddal és Zubejda úrnővel                                                 | |
| 389.          | Al-Hákim kalifa és a kereskedő története                                                              | |
| 389-390.      | Kiszrá Anúsirván király és a parasztlány története                                                    | |
| 390-391.      | A vízhordó története az aranyműves feleségével                                                        | |
| 391.          | Khoszrou, Sírín és a halász története                                                                 | |
| 391-392.      | A Barmakida Jahjá ibn Khálid története a szegény emberrel                                             | |
| 392.          | Muhammad al-Amín és a rablány története                                                               | |
| 392-393.      | Jahjá ibn Khálid fiainak Sza’íd ibn Szálima l-Báhilíval esett története                               | |
| 393-394.      | Történet a női álnokságról                                                                            | |
| 394.          | A jámbor izraelita nő és a két gonosz vénség története                                                | |
| 394-395.      | A Barmakida Dzsa’far története az öreg beduinnal                                                      | |
| 395-397.      | Omar ibn Khattáb története a beduin legénnyel                                                         | |
| 397-398.      | Al-Ma’mún kalifa története a piramisokkal                                                             | |
| 398-399.      | A tolvaj és a kereskedő története                                                                     | |
| 399-401.      | Maszrúr és ibn al-Qáríbí története                                                                    | |
| 401-402.      | A jámbor herceg története                                                                             | |
| 402-403.      | Az iskolamester története, aki hallomás útján lett szerelmes                                          | |
| 403.          | Az ostoba tanító története                                                                            | |
| 403-404.      | Az írástudatlan története, aki felcsapott iskolamesternek                                             | |
| 404.          | A király és az erényes feleség története                                                              | |
| 404-405.      | A magribi ’Abd ar-Rahmán története a rokkhmadárral                                                    | |
| 405-407.      | ’Adí ibn Zajd és Hind hercegnő története                                                              | |
| 407.          | Di’bil al-Khuzá’í története az úhölgyel és Muszlim ibn al-Valíddal                                    | |
| 407-411.      | Iszháq ibn Ibráhím al-Mauszilí és a kereskedő története                                               | |
| 411.          | A három boldogtalan szerelmes története                                                               | |
| 411.          | A tajj törzsbeli szerelmesek története                                                                | |
| 411-412.      | Az eszeveszett szerelmes története                                                                    | |
| 412-414.      | A muszlimmá lett prior története                                                                      | |
| 414-418.      | Abú ’Íszá és Qurrat al-’Ajn szerelmének története                                                     | |
| 418-419.      | Al-Amín története nagybátyjával, Ibráhím ibn al-Mahdíval                                              | |
| 419.          | Al-Fath ibn Knáqán és al-Mutavakkil kalifa története                                                  | |
| 419-423.      | A nemek vetélkedéséről való története                                                                 | |
| 423-424.      | Abú Szuvaid és a szép arcú öregasszony története                                                      | |
| 424.          | ’Alí ibn Táhir emír és Mu’nisz, a rablány története                                                   | |
| 424.          | A két nő és szerelmeseik története                                                                    | |
| 424-434.      | A kairói ’Alí, a kereskedő története                                                                  | |
| 434-436.      | A zarándok és az öregasszony története                                                                | |
| 436-462.      | Tavaddud, a rablány története                                                                         | |
| 462.          | A halál angyalának története a büszke királlyal és a jámbor férfiúval                                 | |
| 462-463.      | A halál angyala és a gazdag király                                                                    | |
| 463-464.      | A halál angyala és Izrael fiainak királya                                                             | |
| 464.          | Iszkandar dzú ’l-Qarnain és az elégedett király története                                             | |
| 464-465.      | Anúsirván király igazságosságáról való története                                                      | |
| 465-466.      | A zsidó kádi és jámbor hitvese története                                                              | |
| 466-467.      | A hajótörött asszony története                                                                        | |
| 467-468.      | A jámbor szerecsen szolga története                                                                   | |
| 468-470.      | Az Izrael gyermekei közül való jámbor férfiú története                                                | |
| 470-471.      | Al-Haddzsádzs és a jámbor férfiú története                                                            | |
| 471-473.      | A kovács története, aki puszta kézzel nyúlt a tűzbe                                                   | |
| 473-474.      | A jámbor izraelita története a felhővel                                                               | |
| 474-477.      | A muszlim vitéz és a keresztény nő története                                                          | |
| 477-478.      | A keresztény hercegnő és a muszlim története                                                          | |
| 478-479.      | A próféta és az égi igazságszolgáltatás története                                                     | |
| 479.          | A nílusi hajós és a szent története                                                                   | |
| 479-481.      | A jámbor izraelita                                                                                    | |
| 481-482.      | Abú l’Haszan ad-Darrádzs és Abú Dzsa’far, a leprás története                                          | |
| 482-536.      | A kígyókirálynő története                                                                             | - Bulúqijá kalandjai - Dzsánsáh története - Bulúqijá kalandjainak befejezése |
| 536-566.      | Tengerjáró Szindbád utazásai                                                                          | - Tengerjáró Szindbád első utazásának története - Tengerjáró Szindbád második utazásának története - Tengerjáró Szindbád harmadik utazásának története - Tengerjáró Szindbád negyedik utazásának története - Tengerjáró Szindbád ötödik utazásának története - Tengerjáró Szindbád hatodik utazásának története - Tengerjáró Szindbád hetedik utazásának története |
| 566-578.      | A Rézváros története                                                                                  | |
| 578-606.      | Az asszonyok álnoksága és csalafintasága, avagy a király, a fia, a kegyencnő és a hét vezír története | - A király és vezíre feleségének története - A kereskedő és a papagáj története - A kallós és a fia története - A csaló és az erényes asszony - A fösvény és a két kenyérlepény - A nő és két szeretője - A királyfi és a dzsinn-lány története - Az egy csepp méz története - Az asszony, aki port szitáltatott a férjével - Az elvarázsolt forrás története - A vezír fiának és a fürdős feleségének története - Történet az asszonyról, aki meg akarta csalni a férjét - Az aranymíves és a kasmíri énekesnő története - A férfiú története, aki soha többé nem nevetett - A királyfi és a kereskedő feleségének története - A szolga története, aki úgy tett, mintha értené a madarak nyelvét - Az asszony és az öt férfi, aki szemet vetett rá - A három kívánság története - Az ellopott nyakék története - A galambpár története - Bahám herceg és ad-Datmá hercegnő története - Az öregasszony és a kereskedő fiának története - A királyfi és az ’ifrít kedvesének története - A szantálfaárus és a szélhámos története - A hároméves gyerek és a szoknyapecér története - Az ellopott pénzes zacskó története |
| 606-624.      | Dzsaudar és fivérei története                                                                         | |
| 624-680.      | ’Adzsíb és Gharíb története                                                                           | |
| 680-681.      | ’Utba és Rajjá története                                                                              | |
| 681-682.      | Hind, an-Nu’mán lánya és al-Haddzsádzs története                                                      | |
| 683-684.      | Khuzajma ibn Bisr és ’Ikrima al-Fajjád története                                                      | |
| 684-685.      | Júnusz írnok és Valíd ibn Szahl története                                                             | |
| 685-686.      | Hárún ar-Rasíd és a beduin lány története                                                             | |
| 686-687.      | Al-Aszma’í és a három baszrai lány története                                                          | |
| 687-688.      | A moszuli Ibráhím és az ördög története                                                               | |
| 688-691.      | Az ’udzra törzs szerelmeseinek története                                                              | |
| 691-693.      | A beduin és hű felesége története                                                                     | |
| 693-695.      | A baszrai szerelmesek története                                                                       | |
| 695-696.      | A moszúli Iszháq és az ördög története                                                                | |
| 696-697.      | A medinai szerelmesek története                                                                       | |
| 697-698.      | Al-Malik an-Nászír és vezíre története                                                                | |
| 698-708.      | A ravasz Dalíla mesterkedéseinek története                                                            | |
| 708-719.      | A kairói ’Alí Zajbaq története                                                                        | |
| 719-738.      | Ardasír és Haját an-Nuszúf története                                                                  | |
| 738-756.      | A tengeri Dzsullanár és fia, Badr Bászim perzsa király története                                      | |
| 756-778.      | Muhammad ibn Szabá’ik király és Haszan, a kereskedő története                                         | - Szajf al-Mulúk királyfi és Badí’at alDzsamal királykisasszony története |
| 778-831.      | Haszan, a baszrai aranyműves története                                                                | |
| 831-845.      | Khalífa, a bagdadi halász története                                                                   | |
| 845-863.      | Maszrúr és Zain al-Mavászif története                                                                 | |
| 863-894.      | Núr ad-Dín és Marjam, az övkészítőnő története                                                        | |
| 894-896.      | A felső-egyiptomi férfiú és frank felesége története                                                  | |
| 896-899.      | A bagdadi férfiú és rablánya története                                                                | |
| 899-930.      | Dzsalí’ád indiai király és fia, Vird Khán története                                                   | - Az egér és a macska története - A remete és a vajasköcsög története - A halak és a rák története - A holló és a kígyó története - A vadszamár és a sakál története - A zarándok királyfi története - A hollók és a sólyom története - A kígyóbűvölő története - A pók és a szél története - A két király története - A vak és a béna története - Az ostoba halász története - A fiú és a rablók története - A férfi és a felesége története - A kereskedő és a rablók története - A sakálok és a farkas története - A pásztor és a tolvaj története - A fogolykakas és a teknősbékák története |
| 930-940.      | Abú Qír és Abú Szír története                                                                         | |
| 940-946.      | A szárazföldi ’Abd Allah és a tengeri ’Abd Allah története                                            | |
| 946-952.      | Hárún ar-Rasíd és Abú ’l-Haszan, az ománi kereskedő története                                         | |
| 952-959.      | Ibráhím és Dzsamíla története                                                                         | |
| 959-963.      | A khorászáni Abú ’l-Haszan története                                                                  | |
| 963-978.      | Qamar az-Zamán és az aranymíves feleségének története                                                 | |
| 978-989.      | ’Abd Allah ibn Fádil és testvérbátyjai története                                                      | |
| 989-1001.     | Ma’rúf, a foltozóvarga és felesége története                                                          | |
| Kerettörténet | Sahriár király és Sahrazád történetének befejezése                                                    | |

* a fordítás alapjául szolgáló úgynevezett 2. kalkuttai kiadásban nem szereplő, kéziratos hagyománnyal nem rendelkező mesék.

## A Honti Rezső fordításában szereplő mesék
- Sahriár király és öccse, Sáh-Zemán király története
  - A szamár, az ökör és a parasztgazda története
- A teherhordó és a három leány története
  - Az első koldus története
  - A második koldus története
  - A harmadik koldus története
  - Az első leány története
  - A második leány története
- A meggyilkolt leány vagy a három alma története
- Apró történetek és anekdoták
  - A kapzsiság büntetése
  - Harún ar-Rasíd, Dzsafár és Abu Júszuf, a kádi
  - Omar ibn el-Khattáb és a fiatal beduin
  - A csirkefogó és a tökfilkó
  - Egy Hátim et-Tái legenda
  - Harún ar-Rasíd és a perzsa Ali meg a tarisznyája
- A szabó, a kis púpos, a zsidó orvos meg a keresztény sáfár története
  - A keresztény sáfár meséje
  - A konyhamester története
  - A zsidó orvos története
  - A szabó története: a bagdádi borbély
  - A borbély első bátyjának története
  - A borbély második bátyjának története
  - A borbély harmadik bátyjának története
  - A borbély negyedik bátyjának története
  - A borbély ötödik bátyjának története
  - A borbély hatodik bátyjának története
  - A kis púpos történetének befejezése
- Ali Baba és a negyven rabló
- Aladdin és a bűvös lámpa
- A tengerjáró Szindbád utazásai
  - A tengerjáró Szindbád első meséje, vagyis az első utazás
  - A tengerjáró Szindbád második meséje, vagyis a második utazás
  - A tengerjáró Szindbád harmadik meséje, vagyis a harmadik utazás
  - A tengerjáró Szindbád negyedik meséje, vagyis a negyedik utazás
  - A tengerjáró Szindbád ötödik meséje, vagyis az ötödik utazás
  - A tengerjáró Szindbád hatodik meséje, vagyis a hatodik utazás
  - A tengerjáró Szindbád hetedik meséje, vagyis a hetedik utazás
- Mese az asszonyok végtelen ravaszságáról és csalfaságáról
  - Mese a királyról és vezírje feleségéről
  - A féltékeny kereskedő és a papagáj
  - A kallós és fia
  - A gazfickó és a tiszta lelkű nő
  - A kereskedő és a két kenyér
  - Egy asszony két szeretője
  - A királyfi és a ghúla
  - A mézcsepp története
  - Aki homokot szitáltatott a férjével
  - A két csodaforrás
  - Aki hamar feltalálta magát
  - Az aranyműves és az énekeslány története
  - Aki soha nem nevetett többé
  - A királyfi és a kalmár felesége
  - Aki értett a madarak nyelvén
  - Az asszony és öt imádója
  - A három kívánság
  - Az eltűnt nyakék
  - A két galamb
  - Behrám herceg és Ed-Datmá hercegnő története
  - Az öregasszony és a kereskedő fia
  - A megmérgezett tej
  - A vak seikh története
  - A hároméves kisfiú
  - Az ötéves kisfiú
- Abu Kir és Abu Szir
- Sahriár király és Sehrezád történetének befejezése